# Sojuz TMA-16M
Sojuz TMA-16M è stato un volo astronautico verso la Stazione Spaziale Internazionale (ISS) e parte del programma Sojuz, ed è stato il 125° volo con equipaggio della navetta Sojuz dal primo volo avvenuto nel 1967. Il lancio è avvenuto con successo il 27 marzo 2015.
Gli astronauti Scott Kelly e Mikhail Kornienko saranno le prime due persone a rimanere a bordo della Stazione Spaziale Internazionale (ISS) per una missione di un anno, per testare i limiti della ricerca spaziale, sul corpo e sullo spirito umano, in assenza di gravità. Nel caso di Kelly l'esperimento sarà arricchito e completato dal confronto con i parametri vitali del fratello gemello Mark, anche lui astronauta, che verrà utilizzato come metro di paragone durante la registrazione degli esperimenti. Poiché l'autonomia della Sojuz è di circa 210 giorni, Kelly e Kornienko rientreranno con la Sojuz TMA-18M, lanciata nel settembre 2015 e comandata da Sergej Volkov.
La Sojuz TMA-16M è invece ritornata a Terra l'11 settembre, con a bordo Padalka e due membri d'equipaggio dell'ISS in missione di breve durata, Andreas Mogensen dell'Agenzia Spaziale Europea e Aidyn Aimbetov dell'Agenzia Spaziale Kazaka.

## Equipaggio
| Ruolo               | Equipaggio al lancio                                    | Equipaggio all'atterraggio                            |
| ------------------- | ------------------------------------------------------- | ----------------------------------------------------- |
| Comandante          | Gennadij Padalka, Roscosmos Expedition 43 Quinto volo   | Gennadij Padalka, Roscosmos Expedition 43 Quinto volo |
| Ingegnere di volo 1 | Michail Kornienko, Roscosmos Expedition 43 Secondo volo | Andreas Mogensen, ESA Primo volo                      |
| Ingegnere di volo 2 | Scott Kelly, NASA Expedition 43 Quarto volo             | Ajdyn Aimbetov, KazComos Primo volo                   |

### Equipaggio di riserva
| Ruolo               | Equipaggio                 | Equipaggio                 |
| ------------------- | -------------------------- | -------------------------- |
| Comandante          | Aleksej Ovčinin, Roscosmos | Aleksej Ovčinin, Roscosmos |
| Ingegnere di volo 1 | Sergej Volkov, Roscosmos   | Sergej Volkov, Roscosmos   |
| Ingegnere di volo 2 | Jeffrey Williams, NASA     | Jeffrey Williams, NASA     |